# Dragons (rugby a 15)
I Dragons (fino al 2017 Newport Gwent Dragons) sono una delle quattro formazioni professionistiche regionali gallesi di rugby a 15. Sono di proprietà del Newport RFC e della WRU e giocano i propri incontri interni al Rodney Parade di Newport.
Disputano la Celtic League, e partecipano alla Coppa Anglo-Gallese. Rappresentano la regione sud-est del Galles, che comprende Blaenau Gwent, Caerphilly, Monmouthshire, Newport and Torfaen, per un totale di circa 500.000 abitanti e sono affiliati con diversi club semiprofessionistici o dilettantistici della zona tra cui Bedwas RFC, Cross Keys RFC, Ebbw Vale RFC, Newport RFC e Pontypool RFC.
Creata nel 2003 a seguito della riforma dell'organizzazione del rugby gallese che vide la creazione di cinque formazioni professionistiche regionali, la squadra iniziò piazzandosi al terzo posto nell'edizione 2003-2004 della Celtic League, risultato seguito da un quarto posto nell'anno successivo. Non è però più riuscita a ripetere tali risultati, finendo regolarmente tra le ultime tre classificate nelle stagioni dal 2005 al 2009. Nel 2007 ha raggiunto la semifinale di European Challenge Cup dove è stata sconfitta dai francesi del Clermont Auvergne per 46-29.

## Creazione
I Newport Gwent Dragons sono stati fondati il 1º aprile 2003, in seguito all'accordo tra Ebbw Vale RFC e Newport RFC raggiunto per creare una delle cinque squadre professionistiche regionali gallesi. Tuttavia dei contrasti tra i due club spinsero la WRU a dover intervenire con una mediazione guidata dall'allora amministratore delegato David Moffatt, che suggerì il nome di Gwent Dragons. Il 28 luglio venne quindi ufficializzato tale nome per la squadra. La scelta spinse il mecenate del Newport RFC Tony Brown a ritirare il proprio supporto finanziario, tuttavia il 21 agosto tornò sui suoi passi a seguito delle dimissioni del presidente dell'Ebby Vale Marcus Russell e il nome della squadra fu nuovamente cambiato in Newport and Gwent Dragons.
Poiché la federazione chiedeva spiegazioni per i cambiamenti e per i continui attriti tra i due club, si rese necessario un nuovo accordo che si concluse con il passaggio alla denominazione di Newport Gwent Dragons.

## Campo di gioco

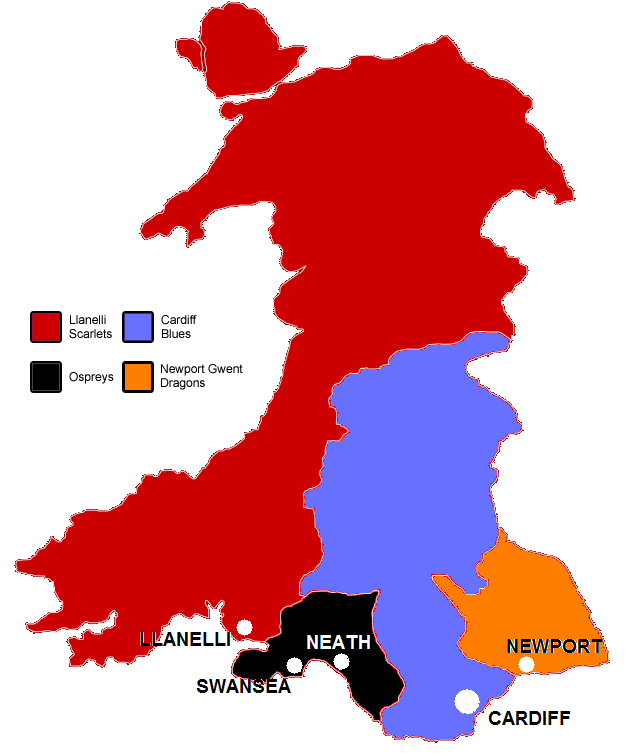
Le quattro regioni rugbistiche gallesi

Il terreno di gioco della squadra è il Rodney Parade di Newport, che ha una capacità di 10.500 spettatori; a seguito di un accordo tra i proprietari del Newport RFC e la società regionale tutte le partite della stagione regolare devono essere disputate su quel campo.
Il 25 aprile 2008 è stato presentato un progetto per la costruzione di un nuovo stadio della capienza di 15.000 posti, 13.000 dei quali a sedere. Oltre che al Rodney Parade i Dragons hanno giocato alcune partite di pre-stagione al Pontypool Park e al Pandy Park, di proprietà del Cross Keys RFC.
Il 1º maggio 2008 è stato annunciato che il club di Premiership del Bristol avrebbe anch'esso giocato al Rodney Parade fino al completamento dei lavori di ristrutturazione del suo Memorial Stadium, previsti per il 2010.

## Palmarès
- Celtic League: terzo posto 2003-04
- European Challenge Cup: semifinale 2006-07

## Giocatori

### Giocatori che hanno vestito la maglia dei Dragons
I giocatori che seguono hanno vestito in almeno un'occasione la maglia dei British and Irish Lions.
- Michael Owen: 2005
- Gareth Cooper: 2005
- Adam Jones 2007 -